# Titularbistum Octaba
Octaba war eine antike Stadt in der römischen Provinz Byzacena bzw. Africa proconsularis in der Sahelregion von Tunesien.
Octaba (ital.: Ottaba) ist ein ehemaliges Bistum der römisch-katholischen Kirche und heute ein Titularbistum.
| Titularbischöfe von Octaba |                                                         |                                                                  |                  |                   |
| Nr.                        | Name                                                    | Amt                                                              | von              | bis               |
| 1                          | Michel Kien Samophithak                                 | Apostolischer Vikar des Apostolischen Vikariats Thare (Thailand) | 12. Februar 1959 | 18. Dezember 1965 |
| 2                          | Ernesto Sena de Oliveira Titularerzbischof pro hac vice | emeritierter Bischof von Coimbra (Portugal)                      | 12. August 1967  | 27. Januar 1971   |
| 3                          | Peter Wang Kei Lei                                      | Weihbischof im Bistum Hong Kong (Hongkong)                       | 3. Juli 1971     | 21. Dezember 1973 |
| 4                          | David Edward Foley                                      | Weihbischof in Richmond (Virginia) (USA)                         | 3. Mai 1986      | 22. März 1994     |
| 5                          | Bernhard Haßlberger                                     | Weihbischof in München und Freising (Deutschland)                | 31. Mai 1994     |                   |